# Nguba
Lo Nguba è uno scudo a cesto dei popoli della regione di Oubangui nella Repubblica del Congo.

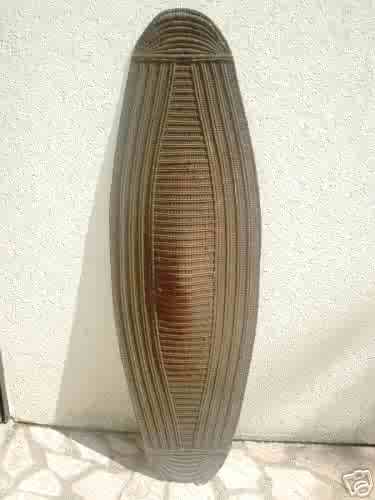
Scudo Nguba dei Ngombe dal Congo

Questo tipo di scudo si trova in molti gruppi etnici africani, Bantu e non. Si può chiamare nguba, guba, wara o gele a secondo della tribù. È composto da diversi strati di fibre intrecciate e un pezzo di legno ovale funge da manico. Questo lavoro di vimini era tradizionalmente riservato agli uomini, tranne nel Ngiri e nel Poto dove le donne potevano esercitarlo. Il nome Nguba deriva dalla parola proto-bantu gùbà che significa «scudo». Gli Obamba a volte usavano la pelle di animale per realizzarli.

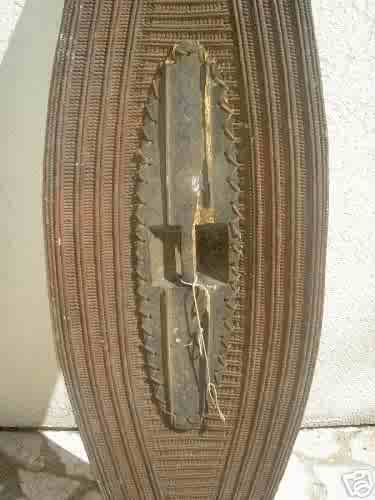
Impugnatura scudo Nguba